# Miss Slovaquie
 (signalé en mai 2025).
Si vous disposez d'ouvrages ou d'articles de référence ou si vous connaissez des sites web de qualité traitant du thème abordé ici, merci de compléter l'article en donnant les références utiles à sa vérifiabilité et en les liant à la section « Notes et références ».
- Archive Wikiwix
- Bing
- Cairn
- DuckDuckGo
- E. Universalis
- Gallica
- Google
- G. Books
- G. News
- G. Scholar
- Persée
- Qwant
- (zh) Baidu
- (ru) Yandex
- (wd) trouver des œuvres sur Wikidata

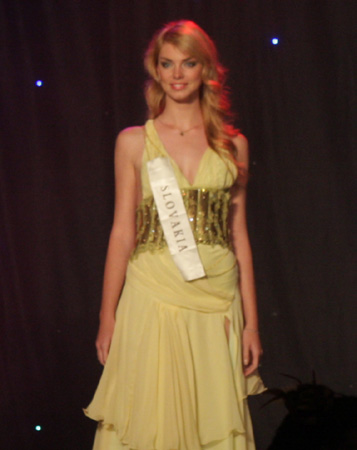
Edita Kresakova, Miss Slovaquie 2008

Miss Slovaquie, est un concours de beauté féminine, concernant les jeunes femmes de la Slovaquie, qualifié au concours de Miss Univers et Miss Europe.

## Miss Slovaquie
- 1995, Iveta Jankulárová
- 1996, Vladimíra Hreňovčíková
- 1997, Lucia Povrazníková
- 1998, Karolína Čičátková
- 1999, Andrea Verešová
- 2000, Janka Horečná
- 2001, Jana Ivanová
- 2002, Eva Verešová
- 2003, Adriana Pospíšilová
- 2004, Mária Sándorová
- 2005, Ivica Sláviková
- 2006, Magdaléna Šebestová
- 2007, Veronika Husárová
- 2008, Edita Krešáková
- 2009, Barbora Franeková

## Miss Slovaquie Univers
- 1993, Karin Majtánová
- 1994, Nikoleta Mészarosová
- 1995, Jana Sluková
- 1996, Marcela Jánová (?)
- 1997, Monika Šulíková (?)
- 1998, [Zuzka] Zuzana Fábryová
- 1999, Aneta Kuklová
- 2000, [Mirka] Miroslava Kysucká
- 2001, Zuzana Basturová
- 2002, Eva Dzodlová
- 2003, Petra Mokrošová
- 2004, Zuzana Dvorská
- 2005, Michaela Drenčková
- 2006, Judita Hrubyová
- 2007, Lucia Senášiová
- 2008, Sandra Manáková
- 2009, Denisa Mendrejová
- 2010, Anna Amenová
- 2011, Dagmar Kolesárová
- 2012, Ľubica Štepanová
- 2013, Jeanette Borhyová
- 2014, Silvia Prochádzková
- 2015, Denisa Vyšňovská
- 2016, Zuzana Kollárová
- 2017, Vanessa Bottánová
- 2018, Barbora Hanová
- 2019, Laura Longauerová
- 2020, Natália Hoštáková
- 2021, Veronika Ščepánková
- 2022, Karolina Michálčiková
- 2023, Kinga Puhová
- 2024, Petra Siváková